# 板龍科
板龍科（Plateosauridae）是蜥腳形亞目板龙类的一科。。板龍科是群早期植食性恐龍，生存於三疊紀晚期至侏罗纪早期的亞洲、歐洲、南美洲。過去有許多物種被歸類於板龍科，但亞當·耶茨在2007年提出板龍科只有包含板龍與黑水龍。早在2003年，亞當·耶茨就提出鞍龍與纖細板龍（P. gracilis）是相同物種。

## 分類

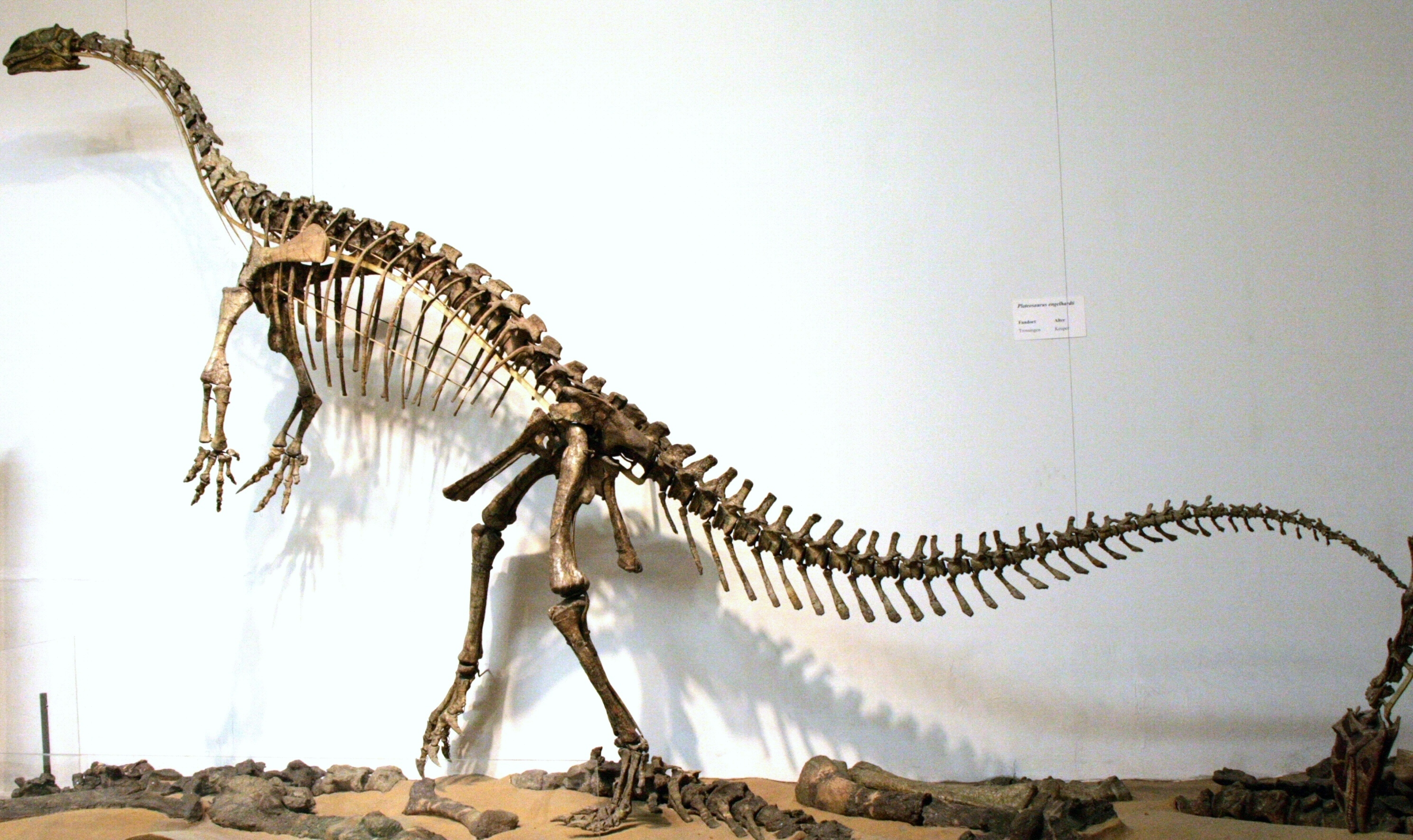
板龍的骨架模型

在1895年，奧塞內爾·查利斯·馬什建立板龍科（Plateosauridae）。在1998年，保羅·塞里諾（Paul Sereno）首次提出演化支定義，包含：親緣關係接近於恩氏板龍，而離刀背大椎龍較遠的所有物種。在2004年，彼得·加爾東與保羅·阿普徹奇（Paul Upchurch）提出另一版本定義：親緣關係接近於恩氏板龍，而離刀背大椎龍、許氏雲南龍較遠的所有物種。亞當·耶茨在2007年也提出定意：親緣關係接近於恩氏板龍，而離長梁龍較遠的所有物種。
在1920年，弗雷德里克·馮·休尼（Friedrich von Huene）建立原蜥腳下目（Prosauropoda）。在1998年，保羅·塞里諾提出演化支定義，原蜥腳下目包含：親緣關係接近於恩氏板龍，而離護甲薩爾塔龍較遠的所有物種。近年某些研究提出原蜥腳下目、板龍科的範圍相同，較晚被命名的原蜥腳下目，應是板龍科的異名。

## 外部連結
- 板龍科 - Palaeos網站
- 板龍科[永久] - 化石網